# Miles Smiles
Miles Smiles är ett musikalbum av Miles Davis och hans andra kvintett utgivet av Columbia. Det var kvintettens andra album av totalt fyra. Skivan spelades in i oktober 1966 och lanserades i januari 1967. Saxofonisten Wayne Shorter bidrog med tre kompositioner till skivan, Davis själv en, och de avslutande två spåren är av utomstående kompositörer. Styckena "Gingerbread Boy" och "Footprints" framförde Davis även live under slutet av 1960-talet.

## Låtlista
Låtarna är skrivna av Wayne Shorter om inget annat anges.
1. Orbits – 4:37
2. Circle (Miles Davis) – 5:52
3. Footprints – 9:46
4. Dolores – 6:20
5. Freedom Jazz Dance (Eddie Harris) – 7:13
6. Gingerbread Boy (Jimmy Heath) – 7:43

## Medverkande
- Miles Davis – trumpet
- Wayne Shorter – tenorsaxofon
- Herbie Hancock – piano
- Ron Carter – bas
- Tony Williams – trummor

## Listplaceringar
- Billboard Jazz Albums, USA: #6[2]